# Ceraphron croceipes
Ceraphron croceipes är en stekelart som beskrevs av Charles Thomas Brues 1902. Ceraphron croceipes ingår i släktet Ceraphron och familjen pysslingsteklar. Inga underarter finns listade i Catalogue of Life.